# Mary Bryant
Mary Bryant (født 1765) (død 1794 var en kornisk straffefange, som blev deportert til Australien. Hun blev en af de første som havde held til at flygte fra straffekolonien.
Hun blev født i Fowey i Cornwall i England som datter af fiskeren William og Grace Symons Broad. Efter at hun rejste hjemmefra for at få arbejde i Plymouth blev hun involveret i småtyverier. Hun blev arresteret og dømt for landevejsrøveri efter at have stjålet et silketørklæde, smykker og nogle få mønter, og blev dømt til syv års deportation til Australien. I maj 1787 blev hun sendt med fangeskibet «Charlotte».
Under rejsen fødte hun en datter, som hun kaldte Charlotte efter skibet og gav hende efternavnet Spence, efter en af medfangerne, David Spencer, som muligvise var faderen. Da hun kom til Australien blev hun gift med William Bryant den 10. februar 1788. Bryant var dømt for smugleri, og kom med «Charlotte» sammen med Mary. De fik sønnen Emanuel den 6. maj 1792.
William Bryant var også fra Cornwall, og havde arbejdet som fisker. I kolonien Sydney Cove i det nuværende Sydney fik han ansvaret for at vedligeholde fiskebådene. Da det blev opdaget at han solgte fisk til medfangerne, blev han pisket hundrede gange. Sammen med Mary planlagde han at flygte, og fik overtalt en hollandsk kaptajn til at give ham udstyr til at navigere med. Efter at alle større skibe havde forladt bugten, stjal William og Mary Bryant, hendes børn og syv andre mænd en af guvernørens både.
Efter en rejse på 5.000 km, som tog 66 dage, nåede de Kupang på Timor. Denne ekstraordinære rejse gik ind i søfartshistorien og er ofte  sammenlignet med William Blighs rejse i åben båd to år tidligere efter mytteriet på Bounty. Blighs rejse endte ligeledes på Timor.
Timor var under hollandsk kontrol. Ægteparret Bryant og mandskabet hævdede at være skibbrudne. Senere blev det afsløret, at de var rømte britiske straffanger efter at William Bryant under et forhør tilstod alt. De blev sendt tilbage til Storbritannien for at blive retsforfulgt. De rejste med et hollandsk skib sammen med overlevende fra et britisk skib, som havde forsøgt at fange mytteristerne på «Bounty». Under rejsen døde Mary Bryants mand og børnene af feber.
Da Mary Bryant kom tilbage til Storbritannien, risikerede hun at bliv hængt. Takket være støtte fra den indflydelsesrige James Boswell fik hun opinionens sympati, og i maj 1793 blev hun benådet efter et år i fængslet Newgate Prison ved London. Boswell gav hende en årlig sum på 10 pund, men hendes senere liv er ukendt.